# Пакасси, Николаус
Николаус Франц Леонард фон Пачисси, также барон Николаус фон Пакасси (нем. Nikolaus Franz Leonhard Pacissi, von Pacassi; 5 марта 1716, Винер-Нойштадт, Нижняя Австрия — 11 ноября 1790, Вена) — австрийско-итальянский архитектор переходной эпохи от позднего немецкого барокко к раннему неоклассицизму. Работал в Праге и других городах Богемии и Австрии.

## Биография
В 1753 году Николаус Пакасси стал главой управления придворных построек (Hofbauamtes). Помимо государственной деятельности он курировал все важные строительные проекты, связанные с потребностями императорского двора в Вене. К ним относятся, прежде всего, реконструкция дворца Шёнбрунн и планировка крыла Редутензала в венском Хофбурге, а также новые постройки в некоторых частях Пражского Града. В октябре 1772 года он по собственному желанию уволился с государственной службы и далее до самой смерти работал архитектурным консультантом.
С 1756 года он был профессором Академии Святого Луки в Риме. В 1764 году Пакасси был посвящён в рыцари, а в 1769 году ему присвоено звание барона фон Пакасси. У него был сын Иоганн Баптист фон Пакасси, также сделавший успехи на придворной службе.
В 1922 году его именем была названа улица Пакассиштрассе в Вене-Хитцинге, а в 2017 году его именем был назван астероид (22383).
Наиболее известные проекты и постройки Николауса Пакасси:
- Реконструкция и расширение здания Австрийской судебной канцелярии, ныне Федеральной канцелярии в Вене.
- Епископская резиденция в Клагенфурте
- Генеральная реконструкция дворца Шёнбрунн, изменение планировки помещений, строительство дворцового Шёнбрунн-театра (1743—1749).
- Замок Хетцендорф. Преобразование в резиденцию императрицы Елизаветы Кристины (1743).
- Преобразование виллы Новая Фаворита в Терезианум (1753).
- Театр в Голубом дворе замка Лаксенбург (1753).
- Гвардейская церковь на Реннвеге на Вене-Ландштрассе, бывшая церковь Императорского госпиталя, а затем казармы лейб-гвардии (1754).
- Строительство Терезиенкирхе в Надельбурге (1756—1759).
- Реконструкция Редутензала Хофбурга и придворной библиотеки (1760).
- Расширение замка Нидервайден (ок. 1765).
- Реконструкция канцелярии австрийского двора на Бальхаусплац, ныне резиденции австрийского канцлера (1767).
- Дворец эрцгерцогини Марианны, ныне епископская резиденция в Клагенфурте (1769—1776).
- Расширение и реконструкция Терезианской военной академии в Винер-Нойштадте (1769—1777)
- Завершение строительства новых зданий и реконструкция Пражского Града в стиле барокко (1753—1775).